# Silene hupehensis
Silene hupehensis är en nejlikväxtart som beskrevs av C.L. Tang. Silene hupehensis ingår i släktet glimmar, och familjen nejlikväxter. Utöver nominatformen finns också underarten S. h. pubescens.